# Dvorica
Dvorica (izvirno srbsko Дворица) je naselje v Srbiji, ki upravno spada pod Občino Ćuprija; slednja pa je del Pomoravskega upravnega okraja.

## Demografija
V naselju živi 211 polnoletnih prebivalcev, pri čemer je njihova povprečna starost 47,4 let (46,9 pri moških in 47,8 pri ženskah). Naselje ima 81 gospodinjstev, pri čemer je povprečno število članov na gospodinjstvo 3,04.
To naselje je, glede na rezultate popisa iz leta 2002, večinoma srbsko.
|  |

| Demografija | Demografija     | Demografija     |
| Leto        | Št. prebivalcev | Št. prebivalcev |
| ----------- | --------------- | --------------- |
|             |                 |                 |
|             |                 |                 |
|             |                 |                 |
|             |                 |                 |
| 1948        | 458             |                 |
| 1953        | 464             |                 |
| 1961        | 454             |                 |
| 1971        | 263             |                 |
| 1981        | 313             |                 |
| 1991        | 317             | 288             |
| 2002        | 278             | 246             |
|             |                 |                 |

| Etnična sestava po popisu iz leta 2002 | Etnična sestava po popisu iz leta 2002 | Etnična sestava po popisu iz leta 2002 | Etnična sestava po popisu iz leta 2002 | Etnična sestava po popisu iz leta 2002 |
| -------------------------------------- | -------------------------------------- | -------------------------------------- | -------------------------------------- | -------------------------------------- |
| Srbi                                   | Srbi                                   |                                        | 240                                    | 97,56%                                 |
| Romuni                                 | Romuni                                 |                                        | 1                                      | 0,40%                                  |
| Madžari                                | Madžari                                |                                        | 1                                      | 0,40%                                  |
| Neznano                                | Neznano                                |                                        | 4                                      | 1,62%                                  |